# رازان
رازان (بالفارسية: رزن) هي مدينة تقع في إيران في البلدة المركزية. يقدر عدد سكانها بـ 11,390 نسمة .